# ESO (motocykly)
ESO byl český výrobce motocyklů. Jejich výroba začala v roce 1949 a pokračovala do roku 1963, kdy jeho vedení převzala společnost Jawa. Hlavním konstruktérem a zakladatelem firmy byl Jaroslav Simandl. Významným konstruktérem divišovské fabriky byl Jaroslav Červinka. Vyráběly se zde jak silniční závodní motocykly tak i plochodrážní.